# Veyisli
Veyisli è un comune dell'Azerbaigian situato nel distretto di Goranboy. Conta una popolazione di 1.887 abitanti.